# Atletismo nos Jogos Pan-Americanos de 2015 - 10000 m feminino
A competição dos 10000 m rasos feminino foi um dos eventos do atletismo nos Jogos Pan-Americanos de 2015, em Toronto. Foi disputada no Estádio CIBC de Atletismo Pan e Parapan-Americano no dia 23 de julho.

## Calendário
Horário local (UTC-4).
| Data        | Horário | Fase  |
| ----------- | ------- | ----- |
| 23 de julho | 19:40   | Final |

## Medalhistas
| Ouro   | MEX Brenda Flores  |
| Prata  | USA Desiree Davila |
| Bronze | CAN Lanni Marchant |

## Recordes
Recordes mundial e pan-americano antes da disputa dos Jogos Pan-Americanos de 2015.
| Tipo                             | Atleta        | Tempo    | Local          | Data                  |
| -------------------------------- | ------------- | -------- | -------------- | --------------------- |
|                                  | Wang Junxia   | 29:31.78 | Pequim         | 8 de setembro de 1993 |
| Recorde dos Jogos Pan-Americanos | Sara Slattery | 32:54.41 | Rio de Janeiro | 23 de julho de 2007   |

## Resultados

### Final
| Colocação         | Atleta                      | Nacionalidade      | Tempo    | Notas                            |
| ----------------- | --------------------------- | ------------------ | -------- | -------------------------------- |
| Medalha de ouro   | Brenda Flores               | MEX México         | 32:41.33 | Recorde dos Jogos Pan-Americanos |
| Medalha de prata  | Desiree Davila              | USA Estados Unidos | 32:43.99 | Recorde da temporada             |
| Medalha de bronze | Lanni Marchant              | CAN Canadá         | 32:46.03 |                                  |
| 4                 | Liz Costello                | USA Estados Unidos | 32:53.52 |                                  |
| 5                 | Inés Melchor                | PER Peru           | 33:07.66 |                                  |
| 6                 | Marisol Romero              | MEX México         | 33:16.12 |                                  |
| 7                 | Natasha Wodak               | CAN Canadá         | 33:20.14 |                                  |
| 8                 | Tatiele Roberta de Carvalho | BRA Brasil         | 33:24.33 | Recorde da temporada             |
| 9                 | Rosa Godoy                  | ARG Argentina      | 33:29.41 |                                  |
| 10                | Carolina Tabares            | COL Colômbia       | 33:42.54 |                                  |
| 11                | Yudileyvis Castillo         | CUB Cuba           | 33:45.76 | Recorde nacional                 |
| 12                | María Pastuña               | ECU Equador        | 34:05.84 |                                  |
| 13                | Rosmery Quispe              | BOL Bolívia        | 35:03.35 |                                  |
| 14                | Gladys Tejeda               | PER Peru           | DNS      |                                  |

Legenda
| Recorde mundial                  | Recorde mundial (World record)               |                       | Recorde africano                      | Recorde africano (African) |                                           | Q | Classificado por posição (Qualified) |
| Recorde dos Jogos Pan-Americanos | Recorde pan-americano (Pan-American record)  | Recorde da América    | Recorde da América (Americas)         | q                          | Classificado por melhor tempo (Qualified) |   |                                      |
| Melhor marca do ano              | Melhor marca do ano (World leading)          | Recorde asiático      | Recorde asiático (Asian)              | DNS                        | Não largou (Did not start)                |   |                                      |
| Recorde nacional                 | Recorde nacional (National record)           | Recorde europeu       | Recorde europeu (European)            | DNF                        | Não terminou (Did not finish)             |   |                                      |
| Recorde pessoal                  | Recorde pessoal do atleta (Personal best)    | Recorde da Oceania    | Recorde da Oceania (Oceania)          | DSQ / DQ                   | Desclassificado (Disqualified)            |   |                                      |
| Recorde da temporada             | Recorde da temporada do atleta (Season best) | Recorde sul-americano | Recorde sul-americano (South America) | NM                         | Sem marca (No mark)                       |   |                                      |